# Швеннинген (Донау)
Швеннинген (нем. Schwenningen) — община в Германии, в земле Бавария.
Подчиняется административному округу Швабия. Входит в состав района Диллинген-ан-дер-Донау. Подчиняется управлению Хёхштедт-ан-дер-Донау. Население составляет 1405 человек (на 31 декабря 2010 года). Занимает площадь 25,02 км².
Коммуна подразделяется на 10 сельских округов.